# Inèrcia social
Si existeix el canvi social, per força ha d'existir una certa oposició a aquest canvi; si no fos així, les societats humanes serien prou diferents del que són. Fent una analogia amb el procés del moviment, es pot dir que el canvi el produeix una força, mentre que l'oposició al canvi la constitueix la inèrcia, que és la tendència a mantenir l'estat de moviment actual, és a dir, s'oposa al canvi iniciat per aquesta força.

## Actitud i inèrcia
Mentre que en mecànica és la massa inerta la que materialitza l'oposició que cal véncer per moure un cos immòbil, i és també l'oposició que cal véncer per detenir-lo quan està en moviment, en afers socials és la naturalesa humana, amb la nostra actitud característica, la que actua com una inèrcia social que impedeix que qualsevol influència del medi circumdant oriente la personalitat en el sentit que es pretén imposar.

## Resposta característica
Mentre que la massa inerta actua com una resposta característica i un vincle entre estímul i resposta en el món físic, l'actitud característica és una resposta i un vincle entre resposta i estímul, que, encara que definida de manera distinta, com a concepte en té atributs semblants. Això implica que, si parlem de canvi social i d'actitud, per força hem de parlar d'inèrcia social, que és una inèrcia mental.

## Canvi social i actitud
No té sentit estudiar el canvi social només des del punt de vista de la força que intenta produir-lo sense tenir present l'oposició que hi ha de sorgir. Quan es busca el canvi social en el canvi dels valors ètics, o per recompenses i càstigs, s'apunta cap a un canvi d'actitud. Per això s'hi té en compte el factor responsable de la inèrcia social, tot i que no de manera explícita.

## Canvis graduals i abruptes
En els casos en què no s'ha tingut en compte l'existència de la inèrcia social, això és, en els intents abruptes o revolucionaris, pels quals s'ha intentat canviar un país socialista en un de capitalista, o a l'inrevés, no s'hi han assolit els resultats esperats. Quan els canvis ha estat lents, tenint en compte la inèrcia mental individual, s'han produït millors resultats que en els anteriors.
La tendència a desconéixer la inèrcia social predomina en els moviments polítics que admeten que les persones actuen sobretot per influència social i molt poc per herència genètica, com és el cas del marxisme. Igor Kon escrigué: “Sovint es compara la Perestroika amb la NEP (Nova Política Econòmica). La NEP, però, pretenia tornar a un sistema de motius i d'estímuls ben coneguts, als quals ja s'estava acostumat, al si dels quals les persones s'havien educat i viscut durant segles. No es demanava per a res una «Perestroika» psicològica. L'altra política, en canvi, proposava l'elaboració d'un nou estil de conducta social –molt contradictori- quant a l'experiència de vida i les motivacions amb què s'havien trobat les dues o tres darreres generacions”.
“Estàvem en condicions de realitzar tot això? Quant de temps requeriria aquesta transformació? Per a poder respondre a aquestes preguntes cal superar la imatge idealitzada i radiant de la «persona nova», de la persona dotada només de virtuts; i, en canvi, poder-se mirar a si mateix amb criticisme i sobrietat, posant una especial èmfasi en els mecanismes psicològics de la inèrcia social, que són els que retardaren el ritme de la Perestroika i n'amenaçaren l'essència”.

## Tendència a la inacció
En general, es parla d'inèrcia social sobretot en el cas de la persona negligent, que s'empara en el grup a què pertany, i per això aquesta actitud es veu afavorida en règims totalitaris, i menys en els democràtics. Igor Kon escrigué: “El problema clau de la psicologia de la Perestroika era el tema de la consciència i el sentit de la responsabilitat social. El seu diapasó, respecte a aquest ampli cercle de relacions socials, per les quals l'individu se sent personalment responsable, i el seu grau –quina és la mesura d'aquesta responsabilitat- dependran tant de les circumstàncies objectives com subjectives. Com a norma, es pot dir que l'ésser humà se sent responsable sols d'aquells processos i aquelles accions en què pren una participació més o menys activa i manté la possibilitat de decisió”.
“Quan en les enquestes sociològiques, per primera volta es descobrí que els treballadors senten més responsabilitat per la seua activitat laboral immediata que per la direcció de l'empresa o pel destí del país, això colpejà a més d'un. Però no pot ser d'una altra manera: «El que jo faig per mi mateix depén de mi, molt més que tot allò que es resol al marge, o allà on la meua veu només és una entre tantes». L'única manera d'elevar el sentit de responsabilitat social serà l'ampliació de la democràcia real i efectiva i l'autogestió”.

## Canvi i inèrcia mental en el nostre cervell
Els avanços en el camp de la neurociència han permés conèixer fil per randa els processos que ocorren en el nostre cervell i que són els responsables del que observen els psicòlegs socials. Tant la tendència al canvi com a perpetuar el nostre estat mental es deuen al que ens succeeix al cervell. Estanislao Bachrach hi escrigué “Fa moltíssims anys que és clar per als científics que les propietats fisicoquímiques –una cosa que es pot tocar i mesurar– de les connexions neuronals i les seues sinapsis es correlacionen amb l'experiència subjectiva del que descrivim com a activitat mental. Això és, el que li passa al cervell afecta de manera directa a la ment. Per exemple, si ocorre un vessament cerebral (maquinari afectat) a l'àrea del cervell responsable de la parla, segurament no es podrà parlar o es farà amb dificultats (programari afectat). Ningú, però, sap amb precisió com ocorre, com es tradueix de la matèria a la no-matèria”.
“Però hui hi ha proves d'un nou paradigma, i és que també funciona a l'inrevés. Això és, l'activitat mental pot estimular la modificació de connexions neuronals existents o la creació de noves connexions neuronals. Utilitzant el programari es pot alterar i canviar el maquinari”. “Principi fonamental: amb la ment, els pensaments i emocions, i el que s'hi faça, es pot canviar molt allò que es desitja”.